# Long Ditton
Long Ditton är en ort i distriktet Elmbridge, i grevskapet Surrey, i England, på grensen med Storlondon. Ward hade 12 650 invånare år 2021. Long Ditton var en civil parish fram till 1974. Civil parish hade 4 007 invånare år 1951. Byn nämndes i Domedagsboken (Domesday Book) år 1086, och kallades då Ditune.